# Joan Nebot
Joan Nebot i Alegret fue un historietista e ilustrador español (Barcelona, 1932 - 26 de octubre de 2013). Su hermano Josep Nebot también es dibujante.

## Biografía
Joan Nebot comenzó su carrera en las revista femeninas de Toray Rosas Blancas y Susana.
Durante los años setenta, proporcionó historietas de terror y ciencia ficción para las publicaciones de Warren Publishing a través de la agencia Selecciones Ilustradas, y eróticas para Mata Ratos, Delta y Muerde. Al mismo tiempo, realizaba la serie Yolanda para las revistas infantiles de editorial Bruguera.

## Obra
| Años    | Título                                   | Guionista           | Tipo            | Publicación      |
| ------- | ---------------------------------------- | ------------------- | --------------- | ---------------- |
|         |                                          |                     |                 |                  |
| 01/1972 | A House Is Not A Home                    | Dave Mitchell       | Autoconclusiva  | Vampirella 15    |
| 04/1972 | Purification                             |                     | Autoconclusiva  | Vampirella 16    |
| 03/1972 | A Certain Innocence                      | Steve Skeates       | Autoconclusiva  | Creepy 44        |
| 05/1972 | Targos                                   | Jack Katz           | Autoconclusiva  | Creepy 45        |
| 1976    | El galo Cipóterix                        | M. González Casquel | Autoconclusiva  | "Muerde" núm. 7  |
| 1976    | Diana y el centauro                      | Casquelopopulus     | Autoconclusiva  | "Muerde" núm. 12 |
| 197?    | Yolanda                                  |                     | Serie           | Mortadelo        |
| 1977    | Angelina, detective privado              |                     | Serie           | Mata Ratos       |
| 08/1978 | The Janitor                              | Bill DuBay          | Autoconclusiva  | 1984             |
| 09/1978 | The Strange Adventures Of Doctor Jerkyll |                     | Autonconclusiva | 1984 3           |
| 1980    | Selene and Mr. Much Money                |                     | Serie           | Delta            |
| 1982    | Day of The Cliché                        | Greg Potter         | Autoconclusiva  | Creepy 136       |
| 1986    | Yoli                                     | Mercedes Blanco     | Serie           | Chicas           |